# North Fambridge
North Fambridge – wieś i civil parish w Anglii, w hrabstwie Essex, w dystrykcie Maldon. Leży 18 km na południowy wschód od miasta Chelmsford i 58 km na wschód od Londynu. W 2011 roku civil parish liczyła 835 mieszkańców. North Fambridge jest wspomniana w Domesday Book (1086) jako Fanbruge.